# Fuggerschloss Nordendorf

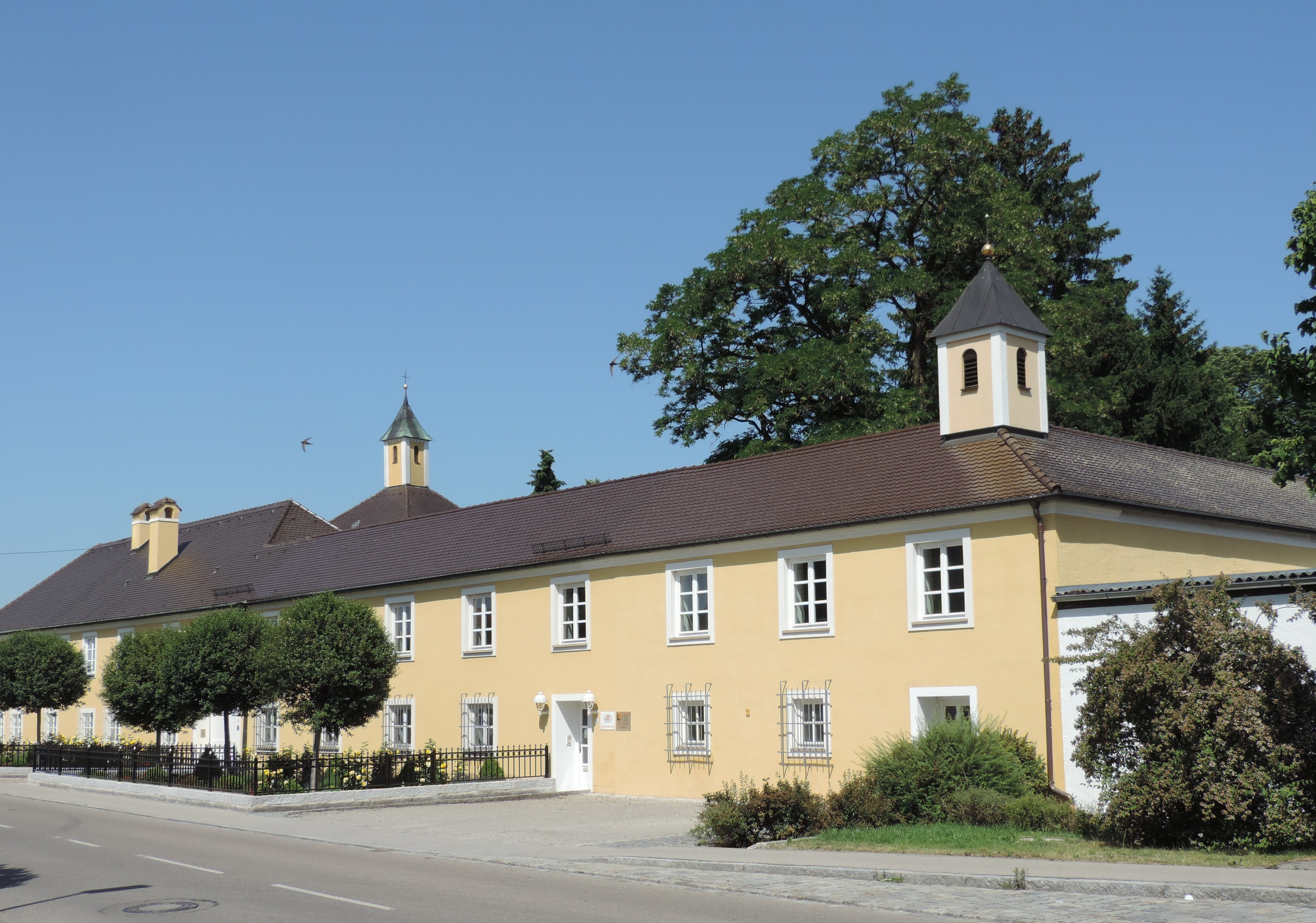
Schlossfront mit Turm und Torhaus

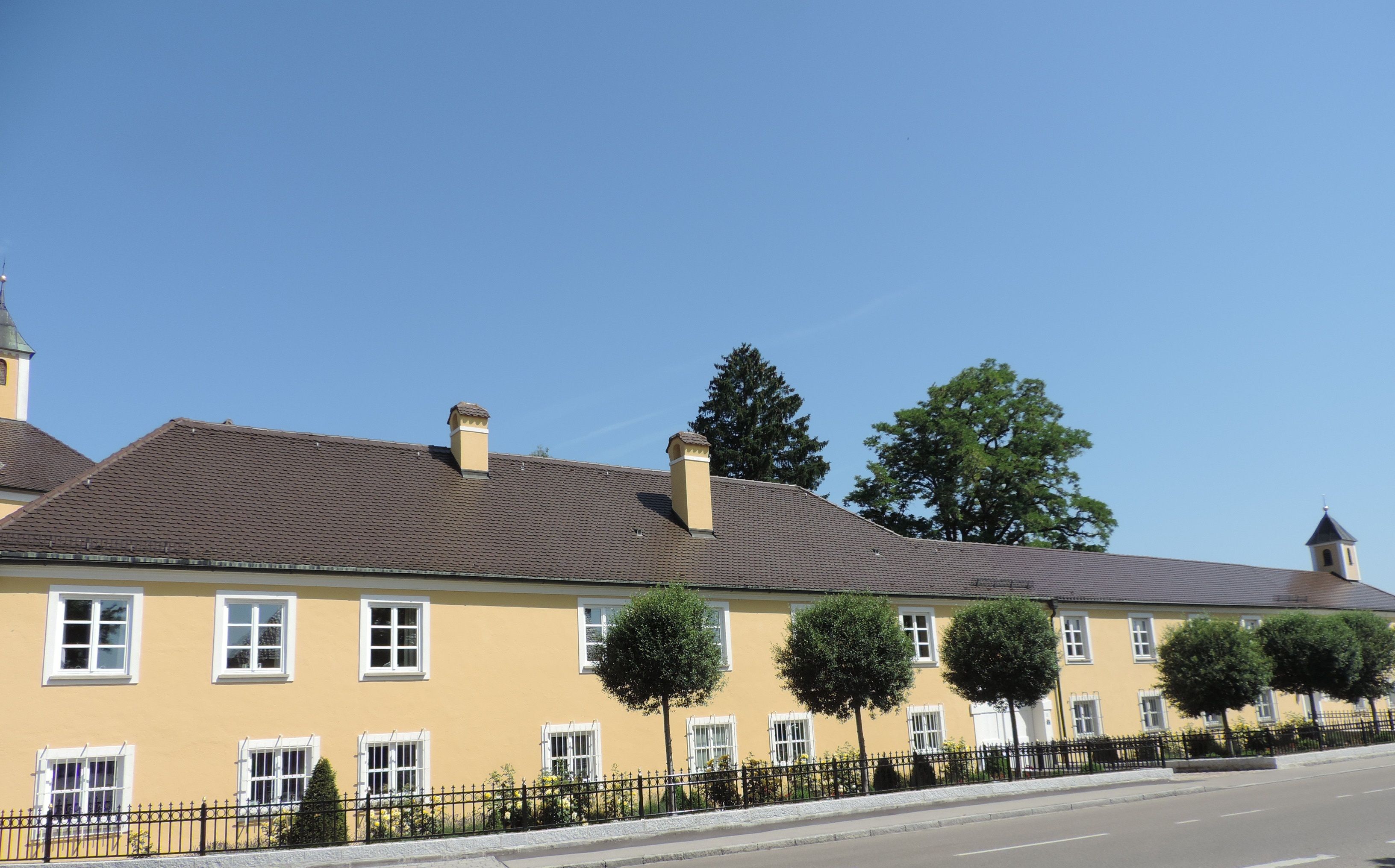
Südfront des Schlosses

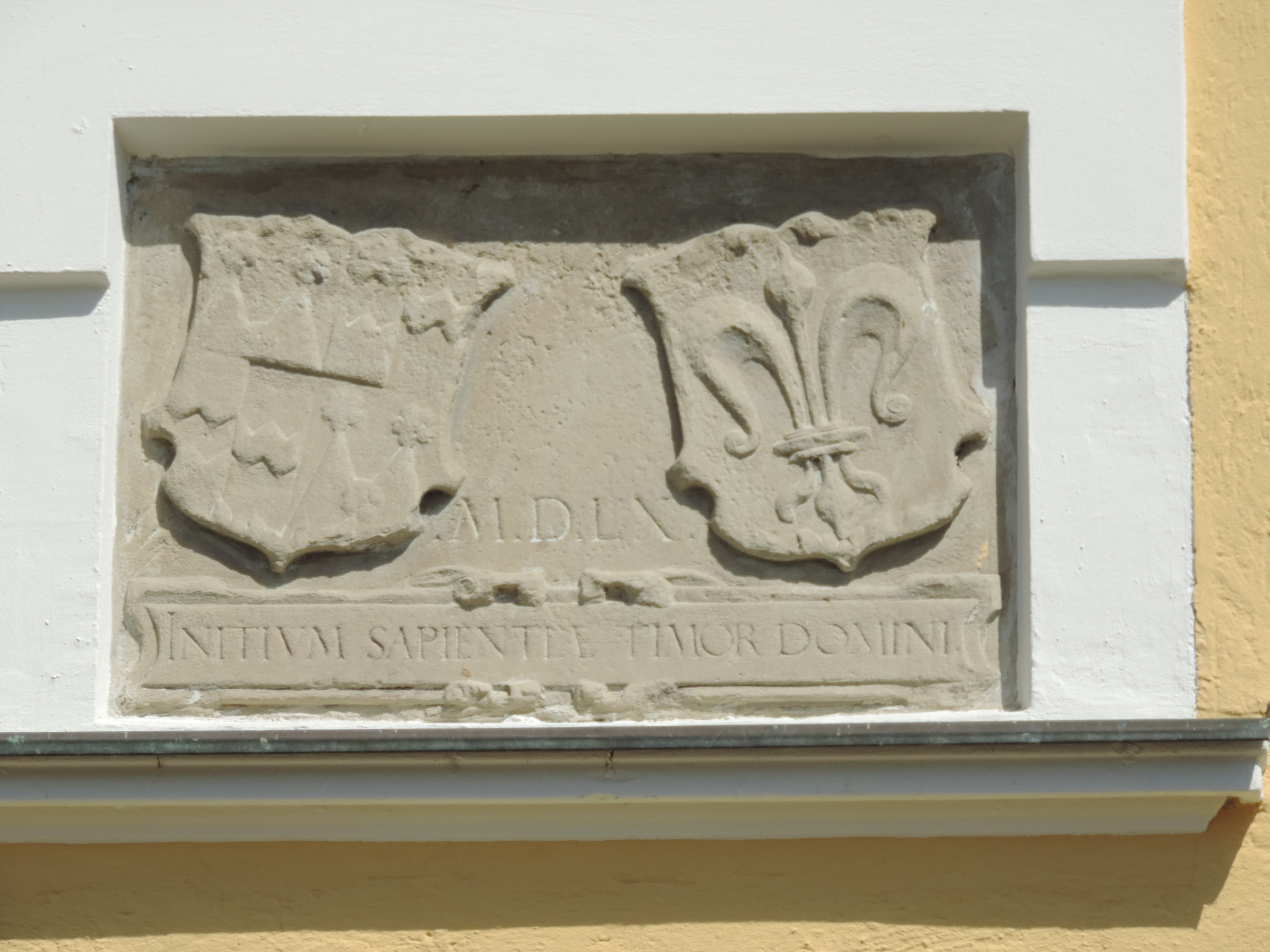
Allianzwappen Rehlinger-Welser über dem Südportal des Schlosses Nordendorf

Das Fuggerschloss Nordendorf ist der Überrest einer früher wesentlich umfangreicheren Schlossanlage der Fugger. Der zweigeschossige Satteldachbau befindet sich inmitten der Ortschaft Nordendorf im Landkreis Augsburg.

## Geschichte
Um 1520 erwarben die Brüder Hans Leonhard und Anton Bimmel aus Augsburg neben Meitingen auch das bayerische Lehen Nordendorf. Durch Heirat kam Nordendorf 1580 an die Augsburger Patrizierfamilie Rehlinger. Anton von Rehlinger ließ 1560 das Hochschloss erbauen, bestehend aus einem turmartigen Herrenhaus, eventuell mit Ecktürmchen oder -erkern, und einem steilen Satteldach mit Wellen- oder Stufengiebeln. Seine Westseite lehnte an ein Nebengebäude und die turmartig überhöhte Kapelle, südlich lag der rechteckige Wirtschaftshof. Im Jahre 1580 erwarben die Fugger für 30.000 Gulden Schloss und Gut Nordendorf, das fortan Herrschaftsmittelpunkt der Fuggernebenlinie Fugger-Nordendorf war. Die Fugger-Nordendorf blieben bis 1878 im Ort ansässig. 1862 (nach anderen Quellen 1864) brannte das imposante Hochschloss ab. Unmittelbar nach dem verheerenden Brand wurden die Reste größtenteils entfernt und die erhaltenen Nebengebäude gemäß Senioratsbeschluß der Fugger 1865 veräußert. Nachfolgende Besitzer waren u. a. die gräfliche Familie Fischler-Treuberg.
Erhalten sind heute nur noch die Teile des West- (Turm mit Kapelle) und Südtraktes (Torhaus). 1979–1980 und 1994–1995 wurden einschneidende Renovierungsarbeiten vorgenommen und dadurch die Innenräume stark verändert. Im Schlosspark befindet sich ein Renaissance-Brunnen mit Allianzwappen der Fugger-Rechberg. Über dem Südportal ist ein Allianzwappen der Fugger-Welser angebracht. Das heutige Schloss ist geteilter Privatbesitz und nicht der Öffentlichkeit zugänglich.